# Arabinosyl-nucléoside
Un arabinosyl-nucléoside est un analogue structurel de nucléoside dans lequel l'ose est le β-D-arabinofuranose à la place du β-D-ribofuranose.

β-D-Arabinose
β-D-Ribose.

Ci-dessous sont représentés quelques exemples d'arabinosyl-nucléosides (en haut) comparés à leur nucléoside correspondant (en bas) :

Vidarabine (en).
Nélarabine.
Cytarabine.

Adénosine.
6-O-Méthylguanosine.
Cytidine.

Ils sont généralement utilisés comme cytostatiques et antiviraux,. D'autres exemples et dérivés sont représentés ci-dessous :

Fludarabine.
Clofarabine.
Sorivudine (en).
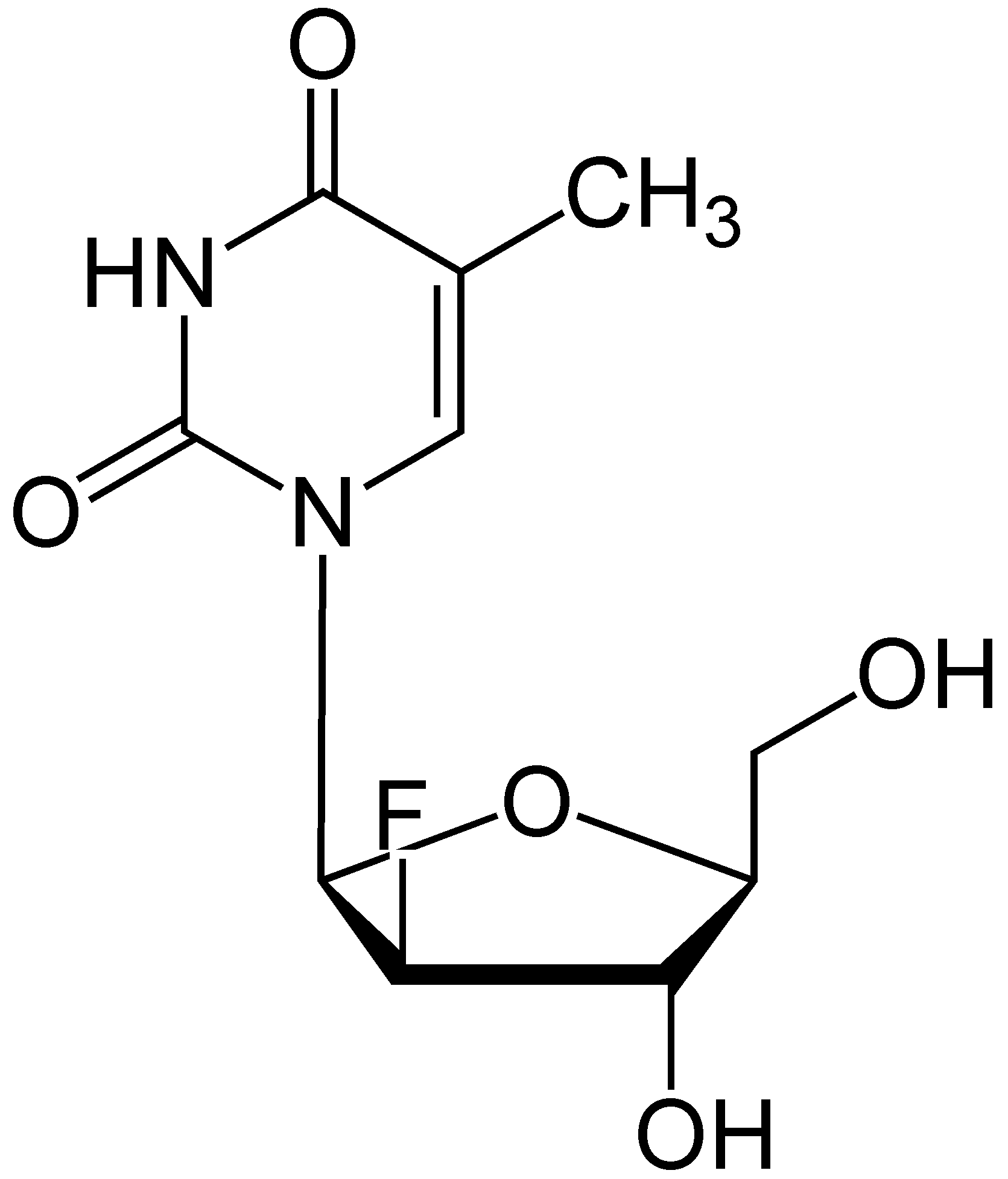
Clévudine (en).